# Santiphap Channgom
Santiphap Channgom (thailändisch สันติภาพ จันทร์หง่อม, * 23. September 1996 in Surin), auch als Keng bekannt, ist ein thailändischer Fußballspieler.

## Karriere

### Verein
Santiphap Channgom erlernte das Fußballspielen im Bangkok Christian College sowie beim Nachwuchs des Erstligisten BEC Tero Sasana FC. Hier unterschrieb er 2017 auch seinen ersten Profivertrag. Nach seiner Verpflichtung wurde er umgehend an den Zweitligisten Air Force Central ausgeliehen. Mit dem Bangkoker Verein wurde er am Ende der Saison Vizemeister der Thai League 2 und stieg somit in die erste Liga auf. 2018 kehrte er zu BEC, der sich mittlerweile in Police Tero FC umbenannt hat, zurück. In zwei Saisons absolvierte er dort 62 Erstligaspiele. Am Ende der Saison 2018 musste er mit Police den Weg in die zweite Liga antreten. 2019 bestritt er für den Club 33 Zweitligaspiele. Am Ende der Saison wurde der Club Meister und stieg direkt wieder in die Thai League auf. Nach dem Aufstieg verließ er Police und wechselte Anfang 2020 zum Erstligaaufsteiger BG Pathum United FC. Nach einer überragenden Saison 2020/21 wurde BG am 24. Spieltag mit 19 Punkten Vorsprung thailändischer Fußballmeister. Am 1. September 2021 gewann er mit BG den Thailand Champions Cup. Das Spiel gegen den FA-Cup-Gewinner Chiangrai United im 700th Anniversary Stadium in Chiangmai gewann man mit 1:0. 2022 feierte er mit BG die Vizemeisterschaft. Nach Ende der Saison 2021/22 wurde er in die Elf der Saison gewählt. Ein Jahr später, am 6. August 2022, gewann er zum zweiten Mal mit BG den Champions Cup. Das Spiel gegen den Meister Buriram United wurde mit 3:2 gewonnen. Am 20. Mai 2023 stand BG das Endspiel des Thai League Cup. Das Finale wurde gegen Buriram United mit 2:0 verloren. Am 16. Juni 2024 stand er mit BG im Finale des Thai League Cup. Hier gewann man durch ein Tor von Teerasil Dangda gegen Muangthong United mit 1:0. Nach 114 Ligaspielen wechselte er im Sommer 2025 zum Erstligaaufsteiger Chonburi FC.

### Nationalmannschaft
Von 2015 bis 2019 absolvierte Santiphap insgesamt zwölf Partien für diverse thailändische Nachwuchsauswahlen und erzielte dabei zwei Treffer. Am 29. Mai 2021 debütierte der Verteidiger dann auch für dessen A-Nationalmannschaft in einem Testspiel gegen Tadschikistan. Beim 2:2-Unentschieden im Khalid bin Mohammed Stadium von Schardscha wurde er in der Halbzeit für Jaturapat Sattham ausgewechselt.

## Erfolge
BG Pathum United FC
- Thailändischer Meister: 2020/21
- Thailändischer Vizemeister: 2021/22
- Thailändischer Zweitligameister: 2019  ▲
- Thailändischer Supercup-Sieger: 2021, 2022
- Thailändischer Ligapokalsieger: 2023/24
- Thailändischer Ligapokalfinalist: 2022/23

Air Force Central
Thailändischer Zweitligameister: 2017  ▲

## Auszeichnungen
Thai League
- Best XI: 2021/22